# S. Taseer Hussain
Pour les articles homonymes, voir Hussain.
S. Taseer Hussain est un paléontologue américain travaillant au département d'anatomie, College of Medicine de Université Howard, Washington DC.

## Taxons dont il est l'auteur
- Nalacetus Thewissen & Hussain, 1998
- Nalacetus ratimitus Thewissen & Hussain, 1998
- Hipparion nagriensis Hussain